# Moritz Seidel (Politiker)

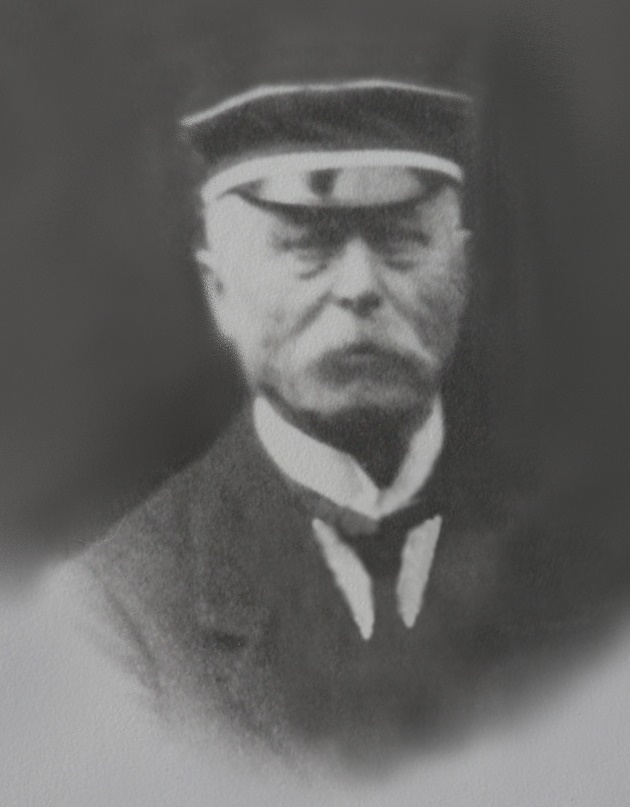
Moritz Seydel

Moritz Lothar Seidel (auch Seydel) (* 25. Dezember 1853 in Landeshut, Provinz Schlesien; † 28. Juni 1926) war ein deutscher Rittergutsbesitzer und Abgeordneter des Preußischen Abgeordnetenhauses.

## Leben
Seydel besuchte das Gymnasium in Brieg. Er immatrikulierte sich nach dem Abitur 1874 an der Königlichen Universität zu Breslau und wurde im Corps Borussia Breslau aktiv. Er diente gleichzeitig als Einjährig-Freiwilliger bei der Artillerie und wurde Leutnant der Reserve der Preußischen Armee. Als Inaktiver studierte er an der Universität Leipzig und der Friedrich-Wilhelms-Universität zu Berlin Rechtswissenschaft. Im Anschluss an das bestandene Referendarexamen übernahm er das väterliche Rittergut in Deutsch Breile, von dem aus er sein Corps mit Lebensmitteln unterstützte. Von der Freikonservativen Partei und vom Bund der Landwirte wurde er als Kandidat für das Preußische Abgeordnetenhaus aufgestellt. Für den Wahlkreis Breslau 11 (Ohlau / Brieg) gewählt wurde er in den Legislaturperioden 16 (1886–1888) und 17 (1889–1893). Dann unterlag er dem Kandidaten der Linken. Er war weiterhin Mitglied des Kreistags und des Kreisausschusses des Kreises Ohlau.